# دوبروفو (منطقة غوروكوفيتسكي، مقاطعة فلاديمير)
دوبروفو (بالروسية: Дуброво)‏ هي منطقة ريفية (قرية) في مستوطنة دينيسوفسكوي الريفية في منطقة غوروخوفتسكي في مقاطعة فلاديمير في روسيا.
بلغ عدد السكان 16 اعتبارًا من عام 2010

## جغرافية
تقع دوبروفو على بعد حوالي 26 كم جنوب غرب جوروخوفيتس (المركز الإداري للمنطقة). 